# آش بادنجان
آش بادنجان یکی از غذاهای محلی استان‌های همدان و کرمانشاه، به خصوص شهرستان‌های ملایر و تویسرکان و کرمانشاه می‌باشد. آش‌ها جزء غذاهای سنتی مردم ایران هستند.
مواد تشکیل دهنده این آش معمولاً گوشت قرمز، کشک، سیر، بادنجان و حبوباتی مانند بلغور گندم، نخود است و گاهی از برخی از انواع لوبیا مثل لوبیا سفید، لوبیا قرمز یا لوبیا چیتی نیز در آن استفاده می‌شود.
این آش به دلیل داشتن حبوبات و گوشت منبعی سرشار از پروتئین است و کالری بالایی دارد.

## طرز تهیه
ابتدا حبوبات را خیس می‌کنیم و می‌گذاریم مدتی در آب بمانند. سپس گوشت را همراه با پیاز خرد شده و حبوبات در آب می‌پزیم. برنج و نخود را هم در ظرف جدایی می‌پزیم. بادنجانها را نمکپاش کرده و می‌گذاریم مدتی بمانند. سپس آنها را سرخ می‌نماییم. بعد از سرخ شدن بادنجانها، آنها را با کمی آب می‌پزیم. در انتها گوشت پخته شده را از قابلمه بیرون می‌آوریم و برنج و نخود را به آب گوشت و حبوبات اضافه می‌کنیم. گوشت و بادنجانها را له می‌کنیم و داخل آب گوشت و حبوبات می‌ریزیم. سپس کشک را اضافه کرده و هم می‌زنیم تا آش بجوشد. و روی آش را با سیر داغ و پیاز داغ تزیین می‌کنیم.